# Tersilochus deficiens
Tersilochus deficiens là một loài tò vò trong họ Ichneumonidae.